# ARA Piedra Buena (P-36)
La ARA Piedra Buena fue una fragata antisubmarina de la clase Azopardo activa en la Armada Argentina de 1958 a 1972. Fue parte de un grupo de cuatro buques construidos después de la Segunda Guerra Mundial.
El buque lleva el nombre de Luis Piedrabuena, un marinero argentino (más tarde oficial naval) que exploró y resguardó la soberanía argentina en la Patagonia. Es el tercer buque de guerra argentino con este nombre.

## Diseño
Piedra Buena fue parte de un programa para construir cuatro buques de patrulla y guerra minera durante la Segunda Guerra Mundial, de los cuales dos (Murature y King) se completaron como patrulleras y los otros (Piedrabuena y Azopardo) como fragatas antisubmarinas.

## Historia
Piedra Buena fue pedido en 1943, aunque los atrasos hicieron que fuera botado en 1954 y completado cuatro años más tarde. Inicialmente fue nombrado Piedrabuena por decreto 23.388/49 y clasificado como barco patrullero; siendo posteriormente denominado Piedra Buena y reclasificado como fragata por decreto 11.373/58.

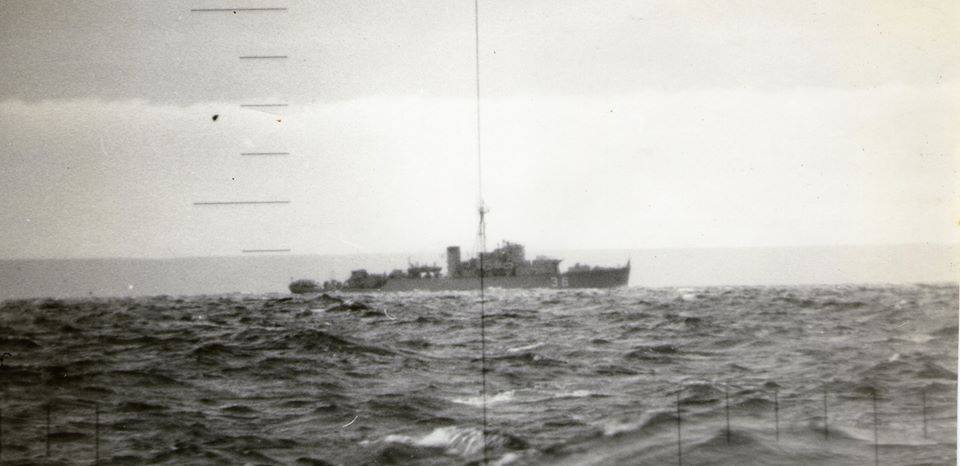
Piedra Buena Visto a través del periscopio de ataque de ARA Santiago del Estero (S-12) durante ejercicios navales

Entre 1959 y 1968 perteneció al Escuadrón de Destructores y Fragatas de la Flota de Alta Mar con base en la Base Naval de Puerto Belgrano; y participó en varios ejercicios navales, incluyendo UNITAS I (1960), UNITAS II (1961), UNITAS III (1962), UNITAS IV (1963) y ATLANTIS I (1968).
De 1969 a 1972, el Piedra Buena fue asignado a tareas de entrenamiento con los cadetes de la Academia Naval Argentina; en 1971 sufrió un incendio en la sala de máquinas.
Fue dada de baja en julio de 1972 y vendida para su desguace a la compañía AYARSA en diciembre de 1972.